# Leviathan Patera
La Leviathan Patera è una struttura geologica della superficie di Tritone.